# Félix d’Hérelle
Félix d’Hérelle (ur. 25 kwietnia 1873 w Montrealu, zm. 22 lutego 1949 w Paryżu) – frankokanadyjski mikrobiolog, współodkrywca bakteriofagów, pomysłodawca terapii fagowej.
Był synem francuskich imigrantów. Po śmierci ojca w 1879 przeniósł się wraz z rodziną do Francji. W 1897 razem z żoną i córką wrócił do Kanady, gdzie założył domowe laboratorium i zaczął studiować mikrobiologię z książek.
Po narodzinach drugiej córki zdobył kontrakt rządu Gwatemali jako bakteriolog w szpitalu w Ciudad de Guatemala. W 1907 przyjął meksykańską ofertę rządową studiów na fermentacją i przeniósł się na farmę sizalową w okolicach Méridy na Jukatanie. Praca zakończyła się po dwóch latach sukcesem w postaci metody produkcji wysokoprocentowego alkoholu sizalowego.
Po tym sukcesie przeniósł się ponownie do Paryża, gdzie podjął pracę w Instytucie Pasteura. Swój czas poświęcił na opracowanie metody zapobiegania plagom szarańczy na plantacjach za pomocą drobnoustrojów, które wyizolował z samych szarańczy. Gdy w 1912 jego owocne badania nad zwalczaniem szarańczy zostały ogłoszone, zwrócił na siebie uwagę społeczności naukowej. Pod koniec tego samego i w następnym roku d’Hérelle udał się do Argentyny, gdzie prowadził dalsze eksperymenty na szarańczy.
W czasie I wojny światowej d’Hérelle wraz ze swoim zespołem produkował leki na potrzeby armii ententy. We wrześniu 1917 d’Hérelle dowiedział się o opisaniu (w 1915) przez brytyjskiego bakteriologa Fredericka Tworta drobnoustrojów zabijających komórki bakteryjne i podjął się zakończonej sukcesem próby wyizolowania owych mikroorganizmów. Pierwsze bakteriofagi wyizolował w początkach 1919 z kurzych odchodów. Już w sierpniu tego samego roku zakończyło się sukcesem leczenie bakteriofagami pierwszego pacjenta chorego na dyzenterię.
W 1925, w związku z dalszymi sukcesami innych naukowców w terapiach fagowych. d’Hérelle został przez Uniwersytet w Lejdzie uhonorowany doktoratem honoris causa za pionierskie badania w tej dziedzinie. W następnym roku był nominowany do Nagrody Nobla, jednak ostatecznie jej nie otrzymał.
Wkrótce potem Félix d’Hérelle został zatrudniony przez Conseil Sanitaire, Maritime et Quarantenaire d'Egypte w Aleksandrii, które miało za zadanie powstrzymać epidemie cholery wśród pielgrzymów muzułmańskich wracających z Mekki. Do tego celu wykorzystał on fagi uzyskane w czasie podróży do Indochin w 1920. Następnie udał się do Indii, gdzie podjął się podobnego zadania. Dzięki jego pracy z ubogich dzielnicach śmiertelność cholery spadła z 60 do 8%.
Po pracy w Indiach przyjął profesurę na Uniwersytecie Yale; założył też we Francji przedsiębiorstwo produkujące leki fagowe oraz przekazujące część zysków na dalsze nad nimi badania. Jednak skuteczność terapii fagowych spadała (jej efekty nie były za każdym razem wystarczająco silne) – winę przypisano produkcji masowej.
W 1934 d’Hérelle udał się do Tbilisi (w radzieckiej Gruzji), gdzie został entuzjastycznie przyjęty. Pracował w tamtejszym instytucie około roku, a napisaną wówczas książkę The Bacteriophage and the Phenomenon of Recovery opublikował w tym mieście w 1935, wraz z dedykacją dla Stalina. Jednak gdy jeden z jego tbiliskich współpracowników został zamordowany w kolejnej fali czystek, d’Hérelle porzucił plany zamieszkania w Tbilisi na stałe i uciekł ze Związku Radzieckiego, a jego książki zostały w tym kraju zakazane.
Po ucieczce ze Związku Radzieckiego osiedlił się ponownie we Francji, jednak po jej klęsce w wojnie z hitlerowskimi Niemcami został przez rząd Vichy osadzony w areszcie domowym.
Po zakończeniu II wojny światowej do użytku zostały masowo wprowadzone antybiotyki, a ich prostsze zastosowanie oraz większa i regularna skuteczność spowodowała całkowite wyparcie terapii fagowej.
Félix d’Hérelle zmarł w zapomnieniu, na raka trzustki.

## Publikacje
- 1946 L’étude d’une maladie: Le Choléra F. Rouge & Cie S. A., Lausanne.
- 1938  Le Phénomène de la Guérison dans les Maladies Infectieuses Masson et cie, Paris. OCLC 5784382
- The Bacteriophage and the Phenomenon of Recovery, Tbilisi in 1935,
- 1933 Le Bactériophage et ses Applications Thérapeutiques. Doin, Paris. OCLC 14749145
- 1929 Études sur le Choléra Impr. A. Serafini, Alexandrie. OCLC 15864352
- 1926 Le Bactériophage et son Comportement Masson et Cie, Paris. OCLC 11981307
- 1923 Les Défenses de l’Organisme. Flammarion, Paris. OCLC 11127665
- 1921 Le Bactériophage: Son Rôle dans l’Immunité. Masson et cie, Paris OCLC 14794182